# コジェネレーション
コジェネレーション、またはコージェネレーション (cogeneration) 、英語では“combined heat and power”ともいわれ、内燃機関、外燃機関等の排熱を利用して動力・温熱・冷熱を取り出し、総合エネルギー効率を高めるエネルギー供給システムである。
略してコージェネ、コジェネとも呼ばれ、一般的には熱併給発電（ねつへいきゅうはつでん）または熱電併給（ねつでんへいきゅう）と訳されている。訳語から廃熱発電を用いるものと思われがちだが、給湯や蒸気吸収冷凍機で冷熱を製造するなど発電以外の運用もある。
日本においては、京都議定書の発効に伴い製造サイドとして電機メーカーやガス会社が、需要者サイドとしてイメージ向上の効果も狙うスーパーマーケットや大エネルギー消費者である大規模工場などで関心が高まっている。
コジェネレーションを発展させて二酸化炭素（CO2）も利用するようにしたトリジェネレーションがある。

## 構成

### ガスタービンエンジンシステム
発電用ガスタービンエンジンの排気を利用して蒸気を製造するもの。
発電効率23 % - 39 %、総合効率で69 % - 86 %。
ガスタービン発電機とその排熱を利用した蒸気タービン発電機を組み合わせて発電を行うものをコンバインドサイクル発電という。

### ガスエンジンシステム
発電用ガスエンジンの排気排熱ボイラで熱交換を行うもの。
発電効率26 % - 49 %、総合効率で72 % - 92 %。
ガスエンジンでヒートポンプを駆動する形式もある。

### ディーゼルエンジンシステム
発電用ディーゼルエンジンの排気排熱を蒸気製造や給湯に利用し、エンジン冷却水で水道水を加熱し給湯するもの。
発電効率33 % - 45 %、総合効率で64 % - 81 %。

### 燃料電池システム
水素と空気中の酸素から電気をつくりだし、副次的に発生する熱を蒸気や温水として回収する。水素はシステム内でガス・灯油・アルコール・バイオマスなどから取り出す。排出されるものは、CO2、水以外ほとんどなく騒音や振動も少ない。大型で高効率のものは実証実験段階にあるが、コストと耐久性が課題となっている。
排熱を利用して更なる発電も可能であり、より先進的、高効率なコンバインドサイクル発電として研究が進められている。
発電効率35％〜65％、総合効率で80％〜90％。

### 自動車
自動車の内燃エンジンからの排熱は、車内暖房（カーヒーター）の熱源として利用されている。

## 導入条件
建物内部で必要となる熱量を電力量で割った値を熱電比という。熱電比は建物の用途によって異なり、ホテルや病院では大きく、オフィスビルやデパートなどでは小さい値をとる。コジェネレーションシステムによって供給される熱電比が、建物の需要する熱電比と大きく異なる場合、コジェネレーションを導入してもエネルギーを有効に利用することができない。また、住宅など熱需要の大きい時間帯と電力需要の大きい時間帯がずれている建物もあり、このような場合も大きな省エネ効果を期待することはできない。そこで、生成する熱電比をある程度変えることのできるコジェネレーションシステムも存在する。

## 家庭用
従来は事業所がメインだったが、最近では燃料電池や都市ガスを利用した家庭用のコジェネレーションも登場してきている。
- 燃料電池（エネファーム）
- エコウィル（小型ガスエンジン発電） - 2017年9月販売終了
- コレモ（小型ガスエンジン発電） - 北海道・東北など寒冷地で販売